# Brian Wilson is a genius
Brian Wilson is a genius (Brian Wilson est un génie) est une phrase qui fit partie d'une campagne médiatique dirigée en 1966 par Derek Taylor, l'ancien attaché de presse des Beatles, qui était alors devenu le publiciste des Beach Boys. Bien qu'il ait été documenté que l'expression avait déjà été dite avant, Taylor avait souvent qualifié Brian Wilson de « génie » dans le but de changer l'image des Beach Boys et de légitimer Wilson en tant qu'artiste sérieux du même niveau que les Beatles et Bob Dylan.
Avec l'aide de plusieurs associés de l'industrie musicale, les efforts promotionnels de Taylor jouèrent un rôle intégral au succès de l'album Pet Sounds en Angleterre. À la fin de l'année, un sondage pour les lecteurs de NME plaça Wilson quatrième en tant que « Personnalité Mondiale de la Musique » (soit environ 1000 votes devant Bob Dylan et 500 derrière John Lennon). Cependant, l'engouement généré pour l'album suivant du groupe, Smile, provoqua une quantité de conséquences involontaires sur la réputation du groupe ainsi que sur la dynamique interne. Wilson finit par abandonner Smile et diminua sa participation avec le groupe.
Wilson dit par la suite que la marque de « génie » avait intensifié les pressions sur sa carrière et l'avait mené à être « une victime de l'industrie de l'enregistrement ». Alors qu'il s'était éloigné de l'industrie dans les années qui suivirent, sa légende fut à l'origine du motif du « génie reclus » parmi les artistes de studio et inspirera des comparaisons avec d'autres musiciens tels que Syd Barrett de Pink Floyd et Kevin Shields de My Bloody Valentine,.

## Contexte et origines

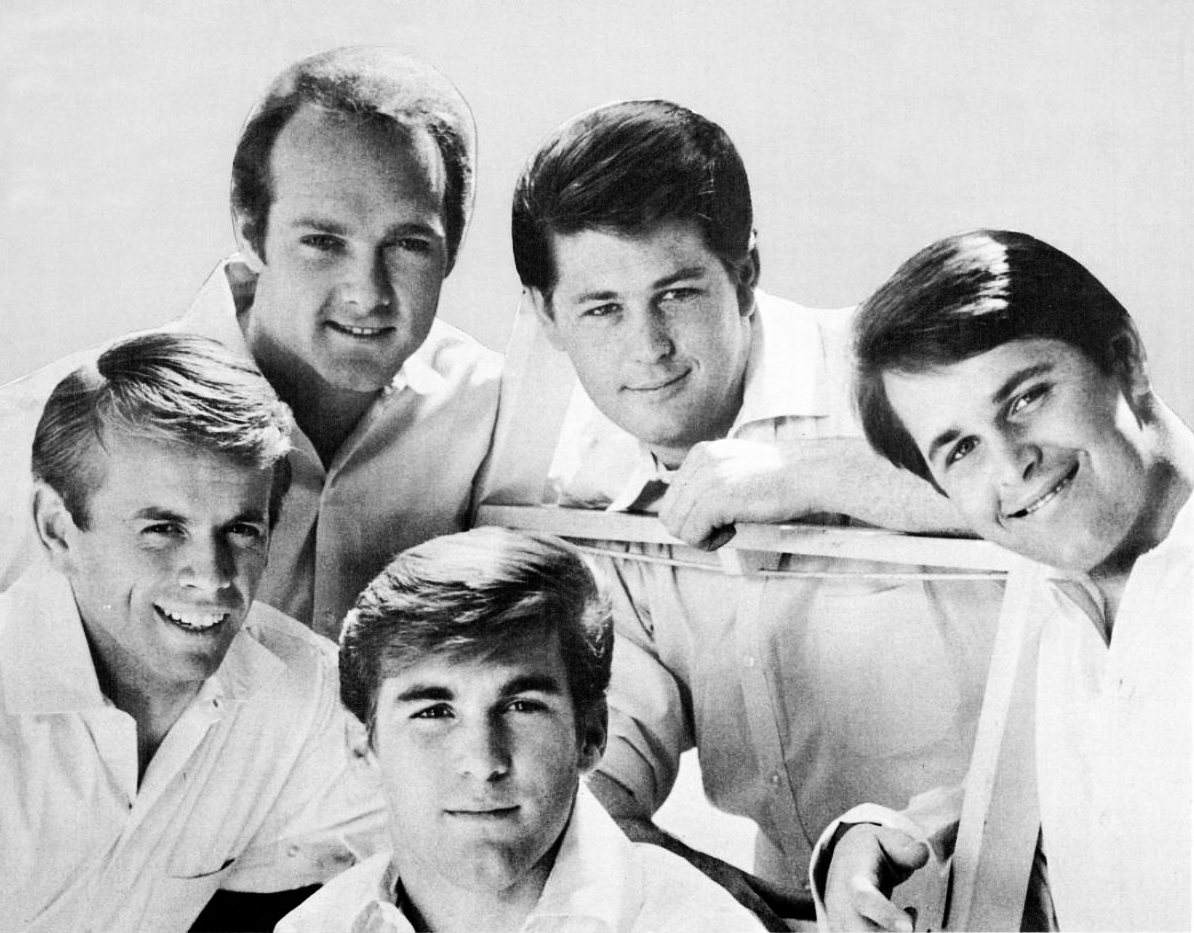
The Beach Boys lors d'une séance photo en 1964. Wilson (en haut au centre) trouvait que l'image sage de son groupe ne mettait pas en valeur la sophistication de sa musique.

Brian Wilson a écrit la majorité des tubes des Beach Boys et fut l'un des premiers artistes à pouvoir agir en tant que producteur entrepreneur. Il avait réussi à obtenir cette position grâce à son succès immédiat avec le groupe après avoir signé chez Capitol Records en 1962. Ses talents avaient inspiré un nombre de figures Los Angéliennes de l'industrie musicale à faire référence à lui en tant que génie,. Début 1966, il veut amener le groupe au-delà de leur esthétique surf et hot rod, trouvant que cette image était datée et distrayait le public de ses talents de producteur et de compositeur. Mike Love décrit que Wilson cherchait de la reconnaissance de la part de créateurs de mode contre-culturelle, ou de « l'intelligentsia branchée,. » Wilson reflétera plus tard que « les légendes ont grandi sur... notre musique... et je devenais fasciné par le fait que je devenais célèbre et qu'il y avait un intérêt sur mon style de vie. »
Entretemps, l'ancien agent de presse des Beatles, Derek Taylor, avait quitté le Royaume-Uni pour déménager en Californie, où il fonda sa propre compagnie de relations publiques. En 1966, il avait assimilé rapidement ce qu'était alors un groupe grandissant à l'esprit mondain avec des amis, musiciens, mystiques et conseillers financiers de Wilson. Le journaliste musical Nick Kent décrit que « Derek Taylor était à cette époque l'unique figure la plus prestigieuse avec eux à avoir le nom de quelqu'un lié en termes de promotion. ... il connaissait les Beatles et avait actuellement travaillé avec eux et avec Brian Epstein. Il n'y aurait pas eu de recommandation plus spectaculaire. »
Van Dyke Parks, qui était alors le parolier de Wilson, affirme avoir introduit Taylor à Wilson, tandis que le biographe David Leaf écrit que c'est Bruce Johnston qui a « arrangé avec Brian une rencontre avec Derek. » Les Beach Boys commencèrent à employer Taylor comme publiciste en mars 1966, soit deux mois avant la sortie de leur album Pet Sounds, et le payèrent 750 $ par mois (équivalent à 5 910$ en 2016). Selon Carl Wilson, même si le groupe était conscient des changements qui avaient lieu dans les tendances et l'industrie musicale, « Capitol avait une image très précise de nous », et le groupe était mécontent de la manière dont le label avait fait leur promotion à l'époque de Pet Sounds.

Selon Taylor, l'origine de la promotion de « génie » vient de Brian qui discutait sur la manière dont « il croyait être meilleur que ce que la plupart des autres croyaient ce qu'il était ». Taylor se rappelle d'une conversation avec Brian et Dennis Wilson où les frères nient avoir écrit « de la surf music ou des chansons sur des voitures ou que les Beach Boys aient été impliqués de n'importe quelle manière que ce soit avec les tendances surf et drag. ... ils ne voudraient pas le concéder ». Du point de vue de Taylor, l'image sage et « entièrement américaine » des Beach Boys, instiguée par leur ancien manager et père des Wilson, Murry, leur avait « causé énormément de dommages. Brian, en particulier, avait souffert. » Il dit que l'attitude prédominante était que « Brian Wilson n'était pas censé être étrange », même si cette qualité était perçue comme étant normale pour les gens d'Hollywood,.
Après avoir pris conscience de comment Wilson était très apprécié par ses amis musiciens tels que Parks et le chanteur Danny Hutton, Taylor se demanda pourquoi cela ne représentait pas le consensus général, et commença « à relayer [cette pensée], presque à en faire une campagne ». Pour mettre à jour l'image du groupe avec des comptes de première main des dernières activités de Wilson, le prestige de Taylor a joué un rôle crucial en offrant un point de vue crédible à ceux en dehors du cercle intérieur de Wilson. Il devint résolu à l'idée de promouvoir Brian Wilson en tant que « génie » exceptionnel parmi les artistes pop, et le croyait réellement.

## Presse contemporaine

### Pet SoundsetGood Vibrations
L'un des premiers exemples de Taylor annonçant que Wilson était un génie fut dans son article intitulé Brian Wilson: Whizzkid Behind the Beach Boys (« Brian Wilson: Enfant prodige derrière les Beach Boys »), paru en 1966. D'autres références à la rhétorique de « génie » apparurent dans Melody Maker et New Musical Express, plus spécifiquement dans les articles Brian, Pop Genius! (« Brian, Génie de la Pop! ») de Don Traynor (21 mai 1966), Brian Wilson's Puppets? (« Les marionnettes de Brian Wilson? ») d'Alan Walsh (12 novembre 1966), et Brian: Loved or Loathed Genius (« Brian: Génie Aimé ou Haï ») de Tracy Thomas (28 janvier 1967). Dans les écrits de Taylor, Wilson était présenté comme une lumière pop du même niveau que ses contemporains estimés tels que John Lennon, Paul McCartney, et Bob Dylan, ainsi que de figures telles que Bach, Beethoven, et Mozart. Ce qui suit est un extrait typique de Taylor, identifié comme étant le « reporter du Hollywood des années 1960 Jerry Fineman », et qui contient certains faits exagérés : 

« Ceci est Brian Wilson. Il est un Beach Boy. Certains disent qu'il est plus. Certains disent qu'il est un Beach Boy et un génie. Non seulement cette usine de 23 ans chante avec le groupe, mais il écrit les mots et la musique, puis arrange, gère, et produit le disque... Même l'emballage et le design de la pochette est contrôlé par le talentueux M. Wilson. Il a souvent été traité de 'génie', et c'est un fardeau. »

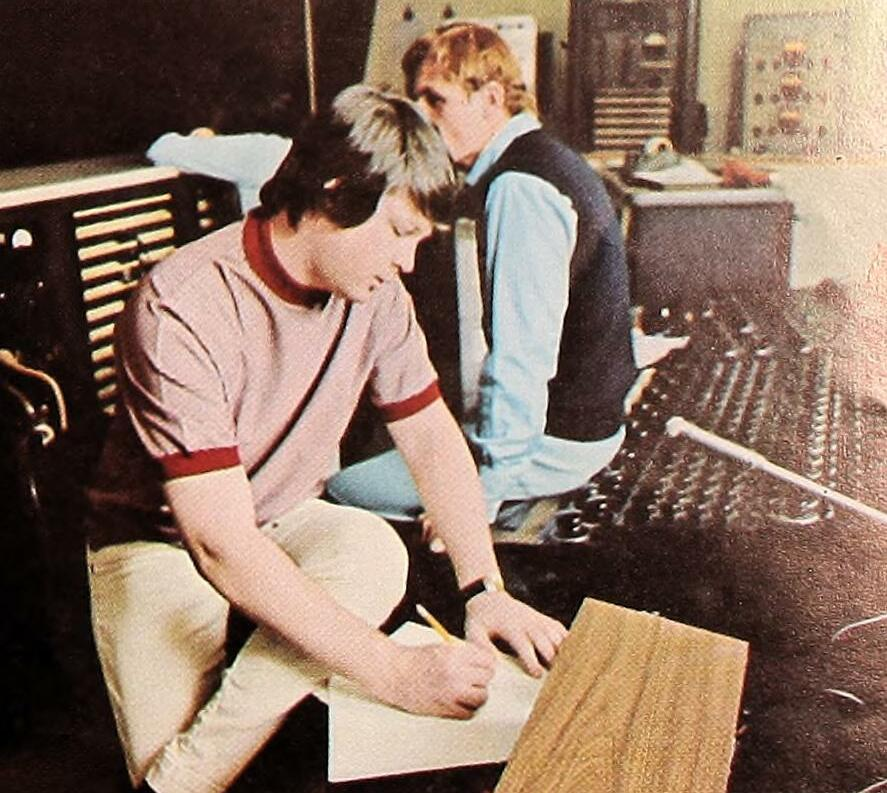
Wilson en train de produire une session d'enregistrement pour Pet Sounds au début de 1966

Pet Sounds fut très influent et a développé le prestige du groupe en tant que groupe rock innovateur. Taylor est largement reconnu pour avoir joué un rôle central dans le succès de l'album au Royaume-Uni en raison de ses connexions de longue date avec les Beatles et avec d'autres figures de l'industrie. Cela contrastait avec les ventes décevantes de l'album aux États-Unis, là où sa promotion était pareille aux précédentes et se basait sur l'image publique familière du groupe au lieu d'un changement de marque,. Bien que la plupart des écrivains influents ayant reconnu la valeur culturelle des travaux de Bob Dylan n'étaient pas préparés à consacrer une attention semblable aux Beach Boys, « beaucoup de musiciens [en Amérique] comprenaient la signification de ce que Brian avait accompli sur l'album, tout comme quelques membres d'un petit groupe de plus en plus influent de journalistes et d'intellectuels qui avaient commencé à appliquer des pensées analytiques sérieuses à la musique rock. »
En mai, Taylor et Bruce Johnston voyagèrent vers Londres et arrangea des fêtes d'écoute pour l'album, où furent invités des musiciens prestigieux (dont Lennon et McCartney) ainsi que des journalistes rock. Ces journalistes ont aidé à la promulgation de l'idée que Wilson est un « génie de la pop », ainsi qu'à l'esthétique de l'album. La plupart de la presse américaine et britannique s'est également concentrée sur la disparité entre Wilson en tant que « cerveau du studio » et les performances des Beach Boys sur scène. L'éditeur fondateur de Rolling Stone Jann Wenner rapporta plus tard que les fans britanniques identifiaient les Beach Boys comme étant « des années en avance » sur les Beatles et déclaraient que Wilson était un « génie ». Parmi les musiciens ayant publiquement fait des éloges sur Wilson figurent John Lennon, Eric Clapton de Cream, le producteur des Rolling Stones Andrew Loog Oldham, Spencer Davis du Spencer Davis Group, et Mick Jagger des Rolling Stones. Clapton raconta à Melody Maker que « Brian Wilson est sans doute un génie de la pop ».
Durant l'été 1966, Wilson se concentra sur la finalisation du prochain single du groupe, Good Vibrations. D'autres compositeurs furent invités en tant que témoins lors de ses enregistrements de session chez Columbia, Gold Star, et Western. Ils l'accompagnèrent également en dehors du studio. Parmi ce groupe se trouvaient : Richard Goldstein du Village Voice, Jules Siegel du Saturday Evening Post, et Paul Williams, l'éditeur et fondateur de Crawdaddy!, alors âgé de 18 ans. Lancé le 10 octobre 1966, Good Vibrations fut le troisième succès numéro 1 des Beach Boys aux États-Unis, atteignant le sommet des palmarès en décembre, et devint leur premier numéro un en Grande-Bretagne. Un titre de manchette proclamait que le distributeur britannique des Beach Boys, EMI Records, était en train de donner au groupe la « plus grande campagne depuis les Beatles ».
Un article de Tom Nolan paru dans le Los Angeles Times West Magazine se concentrait sur les contradictions entre le comportement « banlieusard » non assumé de Wilson et la réputation qui l'a précédé (il remarque qu'il « ne ressemble pas du tout au leader apparent d'un mouvement potentiellement révolutionnaire de la musique pop »). Lorsqu'il fut questionné sur le futur de la musique pop, Wilson répondit, « Du spiritual blanc, c'est ça que je crois que nous allons entendre. Des chansons de foi »,. NME produisit fin 1966 un sondage auprès de ses lecteurs et qui plaça Wilson comme étant quatrième « Personnalité Mondiale de la Musique » (avec environ 1 000 votes devant Bob Dylan et 500 derrière John Lennon). Les Beach Boys eux-mêmes furent couronnés meilleur groupe vocal, devant les Beatles. Ringo Starr remarqua que « Nous étions tous les quatre fans des Beach Boys. Nous avons peut-être voté pour eux ».

### Smileet annulation
Wilson déclara fin 1966 dans une interview que le prochain album des Beach Boys, Smile, surpasserait tous leurs efforts d'enregistrement précédents. En avril 1967, CBS diffusa l'émission spéciale Inside Pop: The Rock Revolution animée par Leonard Bernstein, où Wilson présenta pour la première fois la jamais publiée Surf's Up. Le mois suivant, Taylor annonça que Smile avait été « abandonné ». Subséquemment, la presse musicale amplifia leurs représentations romancées de Wilson.
En octobre, le magazine Cheetah publia « Goodbye Surfing, Hello God! », un mémoire de Jules Siegel,. Elle comporte une référence pince-sans-rire à la rhétorique répandue de « génie », où Siegel réfléchit à la question de si Wilson était « un génie, un Génie, ou un GÉNIE ». Siegel couvrit la lutte de Wilson pour aller au-delà de l'image surf du groupe aux États-Unis et attribua la chute de Smile à « un cycle obsessif de création et de destruction qui avait menacé non seulement sa carrière et sa fortune mais aussi son mariage, ses amitiés, ses relations avec les Beach Boys et, ce que certains de ses amis les plus proches ont craint, son esprit ».

Selon l'académicien Kirk Curnett, l'article de Siegel fut l'élément « le plus instrumental à établir Brian en tant que lunatique dans le sens large du terme: en tant qu'artiste excentrique et erratique qui poursuit de manière périlleuse la muse au lieu de servir allègrement les masses ». Le professeur Andrew Flory écrivit à propos de l'article : 

« Siegel a grandement romantisé Wilson et Smile, en faisant écho et en encourageant le point de vue envahissant de l'audience sur Wilson en tant que génie torturé... Dépeindre Wilson en déclin, avec la non-sortie de Smile en tant que sous-produit le plus évident de psychose mentale et créative... a donné aux fans de rock une manière de voir Wilson comme étant branché, aidant les audiences de la contreculture à traverser le gouffre culturel entre Fun, Fun, Fun et Good Vibrations.... [L'article avait également] vénéré Smile en tant que relique de cette branchitude, intensifiant l'intérêt de l'audience dans ce travail indisponible »

## Impact sur le retrait de Wilson
Wilson dit plus tard qu'il avait été à court d'idées en date de 1967 « dans un sens conventionnel » et qu'il était « sur le point d'être prêt à mourir ». Il a aussi dit être insatisfait avec le fait qu'il était qualifié de génie:« Dès que l'on vous catalogue en tant de génie, vous devez continuer à l'être ou votre nom ne vaut plus rien. Je suis une victime de l'industrie de l'enregistrement ». Parks fit écho au fait que le slogan de Taylor a « forcé Brian Wilson à devoir continuellement prouver qu'il est un génie ». Mike Love dit que Wilson se pencha vers la drogue pour avoir un moyen d'étendre ses conceptions créatives et de livrer les comparaisons qu'il avait reçues avec les Beatles et Mozart.
Le 14 décembre 1967, Jann Wenner imprima dans Rolling Stone un article influent dénonçant le label de « génie », qu'il qualifia « [d']arnaque promotionnelle » et de tentative « inutile » de comparer Wilson aux Beatles. Il écrivit que « Wilson croyait [qu'il était un génie] et s'était senti obligé de faire du bien de cela. Cela a laissé Wilson dans un pétrin... ce qui signifia qu'une année s'écoula entre Pet Sounds et leur dernière sortie, Smiley Smile. » En conséquence de cet article, plusieurs fans de rock exclurent le groupe d'une « sérieuse considération ». Dans un article de septembre 1968 pour Jazz & Pop, Gene Sculatti écrit qu'une controverse sur le rock impliquant Wilson était en train de se préparer parmi « les critiques-intellectuels académiciens du style 'rock en tant qu'art', les ados synchronisés [sur les ondes] AM, et tout le reste d'entre nous qui se situe entre les deux.... le sextet Californien est à la fois applaudi en tant qu'incarnation du génie et déridé en tant que dérobade archétypique de la musique pop ».
Les autres membres du groupe ressentaient le fait que Brian était mis à part en tant qu'un « génie ». Love remarqua que bien que Brian méritait ce titre, la presse représentait une frustration pour tout le groupe, y compris pour Carl, qui était particulièrement ennuyé par la fausse croyance qui voulait que les membres du groupe étaient des « éléments musicaux sans nom dans la machine musicale de Brian »,. La femme de Brian, Marilyn, intima qu'il « s'est senti coupable par le fait qu'il avait eu toute l'attention et... qu'il fut qualifié de génie » et décida de réduire sa participation avec le groupe « car il pensait que [le reste du groupe] le détestait »,. À partir de 1968, son rendement en écriture de chansons chuta de manière substantielle, mais le discours public du « Brian-en-tant-que-leader » continua. Il devint de plus en plus connu pour son isolement et n'atteindrait plus le même niveau d'attention médiatique qu'il avait eu dans les années 1960 jusqu'à ce qu'une nouvelle campagne de marketing, « Brian's Back! », fut mise en place en 1976.

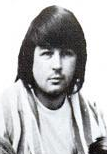
Wilson en 1971

Dans les années 1970, un contingent de fans et de détracteurs qui voyaient Wilson en tant que victime en burnout de l'ère psychédélique s'était formé. Parmi les caractérisations avancées par des initiés de l'industrie, il y avait : « musicien de génie mais un être humain amateur », « fini », « gonflé », « un autre foutu cas malheureux », et « un perdant »,. Dans une entrevue de 1971, Carl commenta que les écrits de Jules Siegel « ainsi qu'une tonne de ce genre d'affaires qui avaient fait le tour auparavant ont vraiment découragé [Brian] ». Il explique que la plupart de ces informations étaient « grossièrement inexacts » et dépeignaient Brian en tant que « personne très évoluée » qui est « également très sensible, ce qui peut être très mélangeant », ajoutant que Brian ne coopère pas avec la presse « du tout ».
En 1975, NME publia un article en trois parties du journaliste Nick Kent, The Last Beach Movie (« Le dernier film de plage »), qui dépeignait Wilson en tant qu’excentrique détaché du monde et en suralimentation. Selon l'historien de musique Luis Sanchez: « L'article suivait la grandiloquence de la phrase ' Génie avec un grand G ' de Siegel à des fins bizarres.... le lecteur est laissé avec l'image d'un homme insupportable coupé de la réalité: le leader des Beach Boys réduit à une caricature, tourmenté par son propre génie »,. Carlin écrivit que la « souffrance publique » de Wilson l'avait effectivement « fait passer d'une figure musicale à une figure culturelle », tandis que le journaliste Paul Lester affirma qu'au milieu des années 1970, Wilson était à égalité avec l'ex-Pink Floyd Syd Barrett en tant que « victime mythique numero uno du rock ».
En 1978, la biographie de David Leaf, The Beach Boys and the California Myth, fut publiée. Alors que l'article Goodbye Surfing, Hello God était à l'origine de tous les points de référence principaux sur la mythologie Wilson/Smile, Sanchez fait référence au livre de Leaf en tant que premier travail à avoir « mis le slogan 'Brian Wilson is a genius' en perspective », notamment en soulignant une « dynamique de bons gars et de mauvais gars »,. Le journaliste musical Ben Edmonds, mentionné dans le livre, cita « l'engouement du 'Brian Wilson Is a Genius' » de Taylor en tant qu'une « de ces choses qui sont revenues pour hanter Brian telle une malédiction.... tout ce jeu sur la mythologie de Brian Wilson, que ce soit pour ce point dans le temps ou en 1976, a toujours été crucial à la manipulation des Beach Boys ».

## Reproches rétrospectifs

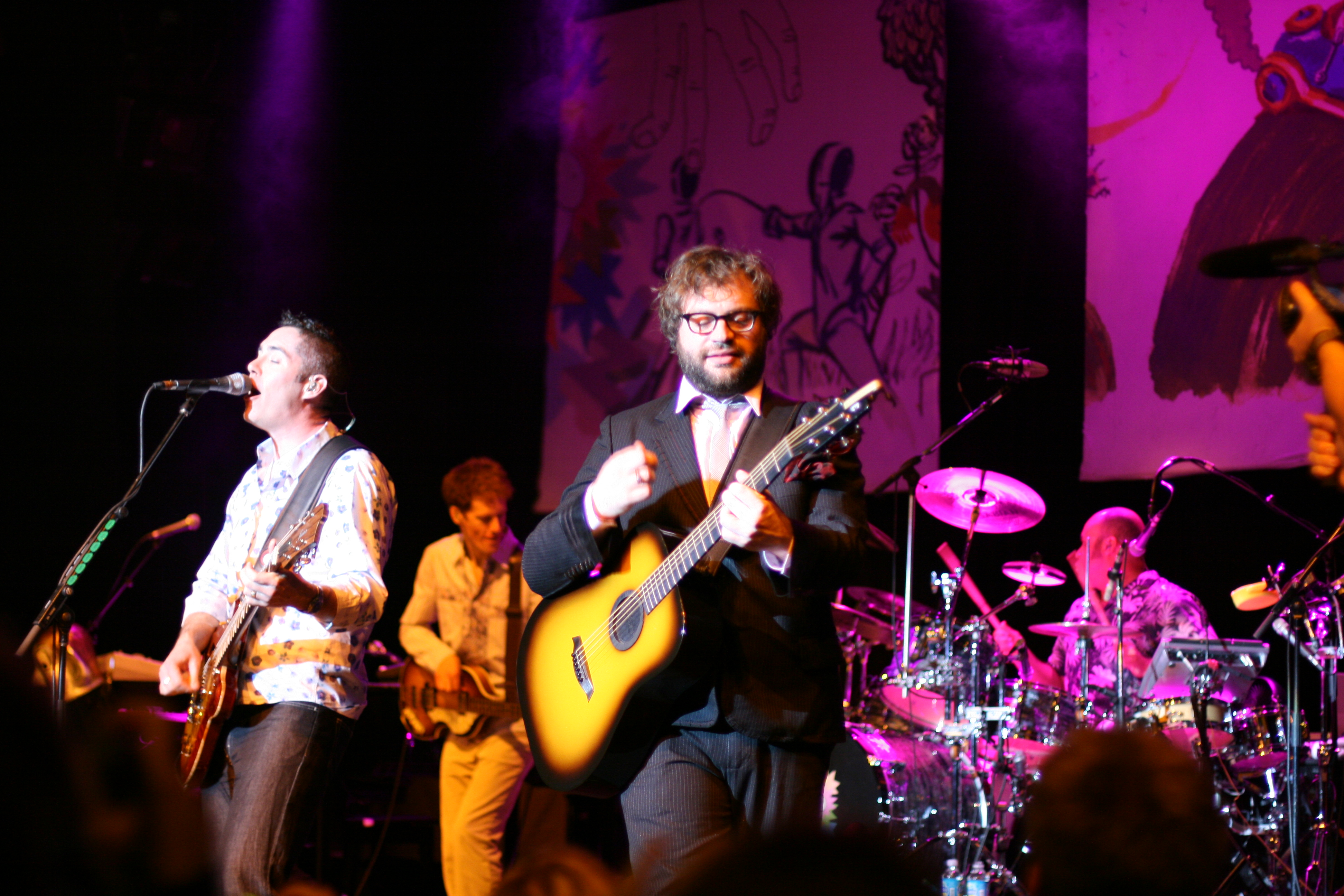
Steven Page (devant) fut si inspiré par les histoires du « génie fou » de Wilson qu'il en fit une chanson, « Brian Wilson », qui devint un succès pour son groupe Barenaked Ladies en 1992.

Un principe majeur du « génie » de Wilson repose sur un narratif familier à l'arc d'un artiste torturé,,. Selon le critique musical Carl Wilson (aucun rapport avec le Carl Wilson des Beach Boys), ce « génie tragique » se trouve au milieu de cette légende. Carl écrivit en 2015 : 

« Cela est à la pop ce que le génie torturé de Vincent van Gogh est à l'art moderne: une parabole de sensibilité sacrifié par la cruelle indifférence.... Pendant des décennies que ce folklore a fait écho via des nouveaux disques et des coffrets rétrospectifs, un nombre sans fin de livres et d'essais, des documentaires, des téléfilms, des comptes fictifs,... et des chansons-hommages.... Le mot « génie » risque toujours d'éloigner son sujet de leur contexte culturel. Il y eut plusieurs influences sur le style distinct de Wilson... Joindre une attirance propre et garçon d'à-côté avec une esthétique avant-gardiste est ce qui a fait de Wilson une vraie anomalie dans l'histoire de la culture pop US. Et dans ce mythe, il y avait également la graine de sa chute, alors que la créativité et le conformisme entrèrent en collision. »

Il conclut que l'intérêt dans la vie de Brian venait principalement d'un « angle à dimension humaine » concerné avec « la tendance populaire de fétichiser chaque chevauchement entre le génie et la folie » au lieu d'un angle purement musical, déformant « à la fois l'histoire de Wilson et sa signification » de manière ultime,. Le critique musical Barney Hoskyns décrivit la campagne publicitaire de Taylor comme étant « la naissance d'un culte pop » et ajouta que le terme génie « est actuellement une commodité rare dans la musique pop » et qui serait probablement réservé à des artistes qui enlacent « la tragédie », « la promesse ratée », « le tourment », « ou à l'extrême minimum l'excentricité majeur ». Il situa « l'attirance particulier » au génie de Wilson dans « le fait que les Beach Boys représentaient le contraire de ce qui était branché ([avec] l'improbabilité de ces chansons de pouvoir se développer hors de la pop surf bonne à jeter) et dans la naïveté et l'ingéniosité singulières de sa personnalité »,.
Dans The Rolling Stone Record Guide (1983), Dave Marsh déplora le fait que Wilson était devenu un « Artiste Majeur » via l'engouement qui avait continué d'entourer Wilson et le projet Smile dans les années 1970, le qualifiant « d'exercice de marchandage de mythes presque sans égal dans le show business ». Van Dyke Parks crut que Wilson était un compositeur extrêmement innovateur, mais que le qualifier de génie était une « erreur », préférant à la place la description « d'un gars chanceux ayant une quantité formidable de talent et une tonne de gens qui collaborent magnifiquement près de lui »,.
Cette mythologie autour de Wilson eut pour conséquence pour Mike Love d'être souvent perçu comme étant l'antagoniste à vie de Wilson. Après qu'un jury ait jugé que Love devait être crédité pour 39 chansons qui étaient anciennement créditées uniquement à Wilson et que Wilson ou ses agents s'étaient embarqués dans une fraude à la promesse, les dommages potentiels furent évalués entre 58 ou 342 millions de dollars. Selon Love, les fans de Wilson crurent qu'il « était au-delà de la comptabilité.... À l'heure qu'il est, le mythe était trop fort, la légende, trop grande. Brian était le génie torturé qui avait souffert pour livrer sa musique (la victime éternelle, comme l'a dit son avocat). »
Le producteur de disques Don Was créa un documentaire sur Wilson, I Just Wasn't Made for These Times (1995), pour apparemment expliquer pourquoi la phrase « Brian Wilson is a genius » était devenu du « gospel saint » parmi les musiciens.

## Réaction de Wilson
Wilson dit « Je ne croyais pas que j'étais un génie. Je pensais que j'avais du talent. Mais je ne pensais pas que j'étais un génie ». Au début des années 1990, il fit référence à ce slogan en tant que fardeau et en tant que pire affaire qui lui était jamais arrivée: « L'idée étant que vous êtes automatiquement catégorisé, et l'idée est de se libérer... et de faire quelques trucs qui ne se basent pas sur ce que l'on pense que les autres voudraient entendre ». Lorsqu'on lui demanda s'il n'aimait pas être connu en tant que « gars fou » qui écrit des « chansons dingues », il répondit « Oui, [je le pense].... Je pense que c'est exagéré. Ça s'allonge sur un 20 yards supplémentaire ».
Dans un éloge dit lors des funérailles de Taylor en 1997, Wilson applaudit les efforts de Taylor et le crédita avec le succès de Pet Sounds et de Good Vibrations en Bretagne. Il dit : « Malgré ce qu'il a écrit sur moi, c'était Derek Taylor qui était le génie. Il était un écrivain de génie »,.